# Hendrik van Loon
Hendrik van Loon (overleden op 2 augustus 1218) was in 1218 korte tijd graaf van Loon. Hij behoorde tot het huis Loon.

## Levensloop
Hendrik was een zoon van graaf Gerard van Loon uit diens huwelijk met Adelheid van Gelre, dochter van graaf Hendrik I van Gelre.
Hij volgde eerst een geestelijke loopbaan en werd achtereenvolgens kanunnik van het kapittel van Sint-Lambertus in Luik, proost van het kapittel van Onze-Lieve-Vrouwe in Maastricht en proost van de Sint-Alexanderabdij in Aschaffenburg. Later trad hij uit de geestelijkheid en huwde hij met Machteld, dochter van graaf Frederik III van Vianden. Ze kregen een dochter Isabella, die huwde met Diederik van Renesse.
In 1216 werd hij graaf van Duras genoemd. Na de dood van zijn oudere broer Lodewijk II eind juli 1218 werd Hendrik zeer korte tijd graaf van Loon. Al na drie dagen stierf hij, vermoedelijk net als Lodewijk vergiftigd in opdracht van hun jongere broer Arnold III, die Hendrik opvolgde als graaf van Loon.